# 河北省人民检察院
河北省人民检察院是河北省的检察机关，现任检察长为董开军。